# Oski Piec
Oski Piec – przysiółek w Polsce położony w województwie kujawsko-pomorskim, w powiecie świeckim, w gminie Osie
Miejscowość leży na obrzeżu Wdeckiego Parku Krajobrazowego.
Do 2024 r. miejscowość była częścią wsi Osie. W latach 1975–1998 miejscowość administracyjnie należała do województwa bydgoskiego.